# Rzeka wspomnień
Rzeka wspomnień (oryg. A River Runs Through It) – film z 1992 roku w reżyserii Roberta Redforda na podstawie wspomnień Normana Macleana.

## Opis fabuły
Dwaj bracia Norman i Paul są synami pastora. Ojciec wychowuje ich twardą ręką. Norman jest spokojny i zamknięty w sobie, Paul - buntuje się wobec ojca. Łączy ich trzech wędkowanie w rzece Big Blackfoot...

## Obsada
- Craig Sheffer - Norman Maclean
- Brad Pitt - Paul Maclean
- Tom Skerritt - Maclean
- Brenda Blethyn - Pani Maclean
- Emily Lloyd - Jessie Burns
- Edie McClurg - Pani Burns
- Stephen Shellen - Neal Burns

## Nagrody i nominacje
Oscary za rok 1992
- Najlepsze zdjęcia - Philippe Rousselot
- Najlepszy scenariusz adaptowany - Richard Friedenberg (nominacja)
- Najlepsza muzyka - Mark Isham (nominacja)

Złote Globy 1992
- Najlepsza reżyseria - Robert Redford (nominacja)